# Adam Poprawa
Adam Poprawa (ur. 16 lutego 1959 we Wrocławiu) – polski poeta, prozaik, historyk literatury, krytyk literacki i muzyczny, tłumacz, pracownik naukowy Instytutu Filologii Polskiej Uniwersytetu Wrocławskiego.
Ukończył filologię polską na Uniwersytecie Wrocławskim. W 1999 r. ukazała się jego monograficzna rozprawa doktorska pt. „Kultura i egzystencja w poezji Jarosława Marka Rymkiewicza”.
Debiutował w 1981 r. w niezależnym czasopiśmie studenckim „Refleks”. Parę lat później został laureatem Ogólnopolskiego Konkursu Poetyckiego im. Stanisława Grochowiaka. W 1985 r. ukazał się jego pierwszy tom poetycki pt. „Kilka ziaren popiołu”. Z tego samego roku pochodzi także tom „Przed ziemią”, który wydano w ramach spotkań młodych autorów (Galerii Literackiej Młodych) w kawiarni „Pod Kalamburem”. „Koncert na adwent” z 1995 r. to jego ostatni zbiór poezji. W 1994 r. ukazał się „Mickiewicz, czyli wszystko” – wywiad-rzeka z J. M. Rymkiewiczem, w 1996 r. „Inny wybór wierszy” Adama Mickiewicza, a w 2003 r. zbiór interpretacji i szkiców „Formy i afirmacje”, w którym autor pisze o twórczości S. Barańczaka, R. Nycza, Z. Herberta, J. M. Rymkiewicza, W. Szymborskiej, P. Sommera, L. Kołakowskiego, S. Mrożka, S. Lema, J. Przybosia. W 2014 roku opublikował nowe opracowanie Pamiętnika z powstania warszawskiego Mirona Białoszewskiego, oczyszczone z ingerencji cenzury.
Autor zbiorów wierszy, utworów prozatorskich (drukowanych m.in. w „Twórczości”), artykułów i prac literaturoznawczych oraz krytycznoliterackich. Zajmuje się literaturą współczesną (m.in. J. M. Rymkiewiczem, S. Barańczakiem, J. Joyce’em), krytyką poetyckiego przekładu, a od końca lat 90. regularnie także krytyką muzyczną. W ostatnim czasie wraz z W. Browarnym i J. Orską współredagował dwie pokonferencyjne publikacje: „Przekraczanie granic. O twórczości Tadeusza Różewicza” i „Herbert (nie) oswojony”. W miesięczniku „Odra” prowadzi stałą rubrykę o nazwie „CDn”, w której omawia albumy muzyczne. Członek jury Wrocławskiej Nagrody Poetyckiej Silesius.
Jego teksty można odnaleźć m.in. w: „Nowym Życiu”, „Sigmie”, „Tygodniku Kulturalnym”, nowojorskim „Nowym Dzienniku”, „Obecności”, „Przeglądzie Powszechnym”, „Res Publice”, paryskiej „Kulturze”, „Więzi”, „brulionie”, „Kresach”, „Tygodniku Powszechnym”, „Odrze”, „Tekstach Drugich”, „Twórczości”, „Jazz Forum”, a także na stronach Biura Literackiego. W „Literaturze na Świecie” (nr 11–12/2007) ukazał się jego przekład „Epifanii” J. Joyce’a.
Za „Walce wolne, walce szybkie” nominowany do Nagrody Literackiej Nike 2010.

## Twórczość

### Poezja
- „Kilka ziaren popiołu”, Kłodzko 1985
- „Przed ziemią”, Wrocław 1985
- „Komentarz do Dantego”, Wrocław 1990
- „Koncert na adwent”, Wrocław 1995

### Proza
- „Walce wolne, walce szybkie”, Poznań 2009
- „Kobyłka Apokalipsy”, Poznań 2014[6]
- „Zaszłości”, Warszawa 2023[7]

### Teksty o literaturze
- „Mickiewicz, czyli wszystko”, Warszawa 1994
- „Kultura i egzystencja w poezji Jarosława Marka Rymkiewicza”, Wrocław 1999
- „Formy i afirmacje”, Kraków 2003
- „Joyce u Różewicza”, [w:] „Przekraczanie granic. O twórczości Tadeusza Różewicza”, Kraków 2007
- „Infuła przymierza Pana Cogito. Herbert Józefa Życińskiego”, [w:] „Herbert (nie) oswojony”, Wrocław 2008

### Opracowania
- wybór wierszy: Adam Mickiewicz „Inny wybór wierszy”, Wrocław 1996
- posłowie: Adam Mickiewicz „Dziady”, Wrocław 1997
- Pamiętnik z powstania warszawskiego Mirona Białoszewskiego, Warszawa 2014

### Przekłady
- Epifanie Jamesa Joyce'a[8], Biuro Literackie 2016